# 昌平巡撫
昌平巡撫，又稱昌平都御史、昌平督治、昌平撫治、居庸巡撫等，正式職銜稱督治昌平軍務為明朝中後期設立的一個巡撫職位。

## 概述
- 嘉靖二十九年，從順天巡撫中分離設置，轄昌平州，主要為抵禦蒙古入侵。
- 嘉靖三十二年，昌平巡撫編制罷，昌平歸還順天巡撫。
- 崇禎九年，恢復昌平巡撫，抵禦後金、保衛京師。
- 崇禎十二年，通州巡撫、昌平巡撫罷，兩地歸還順天巡撫。
- 崇禎十四年，恢復。

## 歷任巡撫
| 姓名                               | 生卒年            | 字   | 籍贯       | 出任年                 | 卸任年                 | 备注 |
| ---------------------------------- | ----------------- | ---- | ---------- | ---------------------- | ---------------------- | --- |
| 明朝嘉靖二十九年十二月始設昌平巡撫 |                   |      |            |                        |                        | |
| 許宗魯                             | 1490年—1560年     | 伯誠 | 陝西咸寧   | 嘉靖二十九年（1550年） | 嘉靖三十年（1551年）   | 嘉靖二十九年十二月丁卯自巡撫保定右僉都御史上任，嘉靖三十年十月壬申為右副都御史巡撫遼東。 |
| 於敖                               | 約1486年—約1558年 | 伯度 | 陝西岷州   | 嘉靖三十年（1551年）   | 嘉靖三十一年（1552年） | 嘉靖三十年十一月丁亥以守易州右僉都御史升右副都御史調任。嘉靖三十一年三月丁亥遷大同巡撫。 |
| 周珫                               | 1504年—約1560年   | 潤夫 | 湖廣應城   | 嘉靖三十一年（1552年） | 嘉靖三十二年（1553年） | 三月辛卯由山東按察使改為都察院右僉都御史駐守昌平。嘉靖三十二年二月乙亥為南京給事中祁清糾劾濫冒京堂，回籍聽勘。                                                                                 |
| 王輪                               | 約1510年—1572年   | 子庸 | 山西蒲州   | 嘉靖三十二年（1553年） | 嘉靖三十二年（1553年） | 號孝泉。嘉靖三十二年三月辛巳由山東右參政升任；四月戊寅回京聽用，遂罷制。十月丁酉遷延綏巡撫。                                                                                                   |
| 沈珣                               | 1565年—1634年     | 幼玉 | 南直隸吳江 | 崇禎三年（1630年）     | 崇禎六年（1633年）     | 號宏所。崇禎三年四月癸酉自巡撫山東右副都御史，改任添設兵部右侍郎，督駐昌平督理兵馬；崇禎六年二月辛巳致仕。                                                                                     |
| 張維世                             | 1586年—1642年     | 海澄 | 河南太康   | 崇禎八年（1655年）     | 崇禎九年（1636年）     | 崇禎八年十一月壬申由大同分巡道副使升任。崇禎九年五月甲寅陞督治宣府昌平右僉都御史，兼撫兩地；七月庚寅專撫宣府。                                                                                 |
| 張元佐                             | 1573年—1638年     | 子襄 | 河南祥符   | 崇禎九年（1636年）     | 崇禎九年（1636年）     | 號束齋。崇禎九年八月庚辰自兵部右侍郎督鎮昌平，十二月丙申致仕。 |
| 李日宣                             | 1588年—1653年     | 晦伯 | 江西吉水   | 崇禎十年（1637年）     | 崇禎十二年（1639年）   | 號本晦，左都御史李邦華堂侄。崇禎十年二月壬戌以太常寺卿遷兵部右侍郎上任；十二年七月辛酉進兵部左侍郎，協理戎政。                                                                                 |
| 朱國棟                             | 1572年—1642年     | 元培 | 陝西富平   | 崇禎十四年（1641年）   | 崇禎十五年（1642年）   | 崇禎十四年十二月癸亥自巡撫山永右僉都御史調任；崇禎十五年三月丙申卒於任。 |
| 張宸極                             | 1591年—1652年     | 用其 | 山西河津   | 崇禎十五年（1642年）   | 崇禎十六年（1643年）   | 崇禎十五年四月辛丑由宣大巡按御史、提督學政陞兵部右侍郎兼右僉都御史升任；二月丁亥進戶部左侍郎。                                                                                                 |
| 金之俊                             | 1593年—1670年     | 豈凡 | 南直隸吳江 | 崇禎十六年（1643年）   | 崇禎十六年（1643年）   | 崇禎十六年三月乙未自總理京東屯務提督調任，十一月丙午進添設兵部右侍郎。 |
| 何謙                               | 1602年—1648年     | 非鳴 | 浙江崑山   | 崇禎十六年（1643年）   | 崇禎十七年（1644年）   | 歷官有政聲。崇禎十六年十一月丁巳以右僉都御史上任。崇禎十七年三月甲辰大順軍攻陷昌平城，昌平總兵李守鑅自刎殉國，遂棄城南歸。崇祯十七年八月以棄城罪逮治，後釋，弘光元年逢母丁憂、國喪，鬱鬱而終。 |